# Hafellia rechingeri
Hafellia rechingeri är en lavart som först beskrevs av Alexander Zahlbruckner, och fick sitt nu gällande namn av Marbach. Hafellia rechingeri ingår i släktet Hafellia och familjen Physciaceae.   Inga underarter finns listade i Catalogue of Life.